# Cyclohexylamine
Cyclohexylamine is een amine afgeleid van cyclohexaan. Het is een heldere tot lichtgele vloeistof met een sterke visgeur. Het is een sterke organische base, sterker dan aniline dat een gelijkaardige structuur bezit.

## Synthese
Cyclohexylamine wordt op industriële schaal vooral geproduceerd door de katalytische hydrogenering van aniline op hoge druk en hoge temperatuur. Als katalysator kan onder meer rodium, ruthenium of palladium gebruikt worden.
Cyclohexylamine kan ook gevormd worden door de katalytische hydrogenering van fenol in aanwezigheid van ammoniak.
Een andere mogelijke route naar cyclohexylamine is de reactie van cyclohexanol (bekomen door oxidatie van cyclohexaan) met ammoniak in de aanwezigheid van waterstofgas en een nikkelhoudende katalysator.

## Toepassingen
Cyclohexylamine is een intermediaire stof in de synthese van vele chemicaliën, onder meer:
- insecticides en herbicides
- farmaceutische stoffen
- weekmakers voor plastic
- rubberchemicaliën (antioxidantia en vulkanisatieversnellers)
- corrosie-inhibitoren voor stoomketels en stoomleidingen
- additief voor ketelwaterbehandeling
- kunstmatige zoetstoffen (cyclaamzuur en natriumcyclamaat)

Het wordt ook gebruikt in absorptiesystemen voor zure gassen, zoals koolstofdioxide.

## Toxicologie en veiligheid
Cyclohexylamine is een ontvlambare vloeistof. Boven 28 °C kunnen de dampen ervan ontplofbare mengsels vormen met lucht.
Het is een sterke base. De grotere basesterkte in vergelijking met aniline is te verklaren doordat in aniline het vrij elektronenpaar van stikstof gedeeltelijk in de aromatische ring kan delokaliseren. Het elektronenpaar is dan minder beschikbaar voor de vorming van een binding naar H+.
Cyclohexylamine reageert hevig met zuren en sterk oxiderende stoffen. Het tast aluminium, koper en zink aan.
Het is een corrosieve stof, die de ogen, huid en luchtwegen aantast. De stof kan een effect hebben op het centraal zenuwstelsel. Inademing van de dampen kan hoesten, moeilijke ademhaling, misselijkheid en braakneigingen tot gevolg hebben. Inslikken kan leiden tot duizeligheid, maagpijn, misselijkheid, braakneigingen, shock of bezwijmen.